# Loira burra

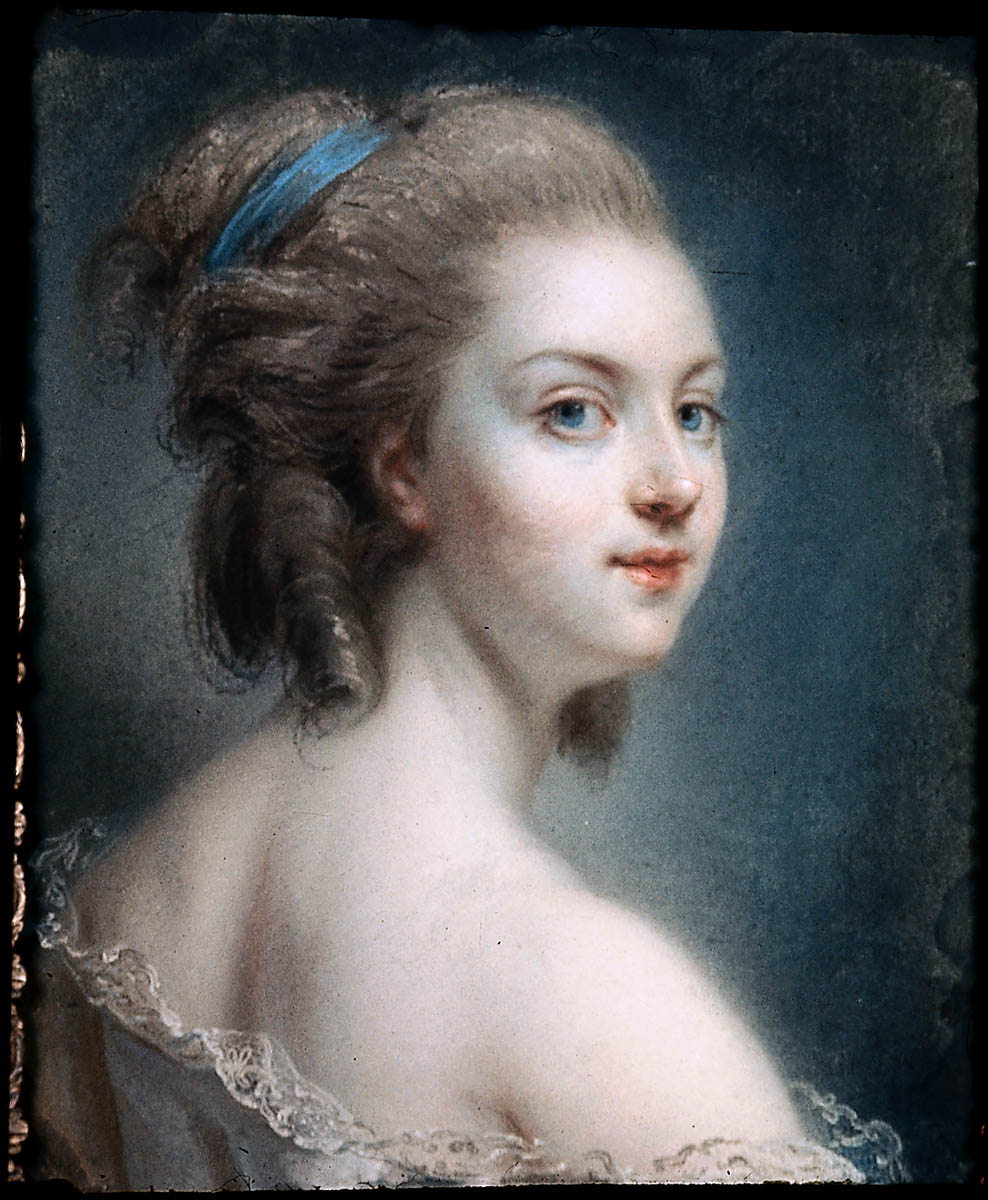
Retrato da famosa cortesã francesa Rosalie Duthé, pintado por Claude-Jean-Baptiste Hoin (1750–1817).

A loira burra ou loura burra é um estereótipo feminino e personagem modelo, caracterizado por uma mulher jovem e atraente, de cabelos loiros, que tem grande beleza física, mas "peca" por ser exageradamente ignorante e ter pouca cultura geral. O estereótipo, pejorativo e preconceituoso, popularizado a partir da década de 50, é um símbolo da cultura machista.
Algumas atrizes loiras, como Marilyn Monroe, Judy Holliday, Jayne Mansfield, Goldie Hawn, entre outras, reforçaram o esterótipo através de papéis que interpretaram no cinema e na televisão. No Brasil, o estereótipo foi popularizado pela música "Lôrabúrra", de Gabriel o Pensador; no entanto, Gabriel disse que não se referia às loiras, mas a "um determinado tipo de garota sem personalidade" e que escolheu o loiro, por ser uma tendência das mulheres pintarem seus cabelos dessa cor.

## Origem do estereótipo
O poeta Propércio criticou severamente as mulheres que alteravam a cor de seus cabelos no século I a.C., dizia-se, na época, que clareavam seus cabelos para imitar as gaulesas e germânicas, mulheres de povos bárbaros, considerados estúpidos.
| “ | Muitos males cercam a jovem que estupidamente pinta seu cabelo com uma falsa cor. -Propércio, século I a.C. | ” |

A Encyclopedia of Hair afirma que o mito vem da biologia: "Fios louros são comuns em crianças e tendem a escurecer quando crescemos. Portanto, cabelos claros são associados com: infantilidade, ingenuidade e menor habilidade com a linguagem".
Outros atribuem o conceito moderno a uma cortesã francesa chamada Rosalie Duthé, que era conhecida por ser bonita, mas de "cabeça vazia" e incapaz de manter uma conversa coerente.

## Galeria

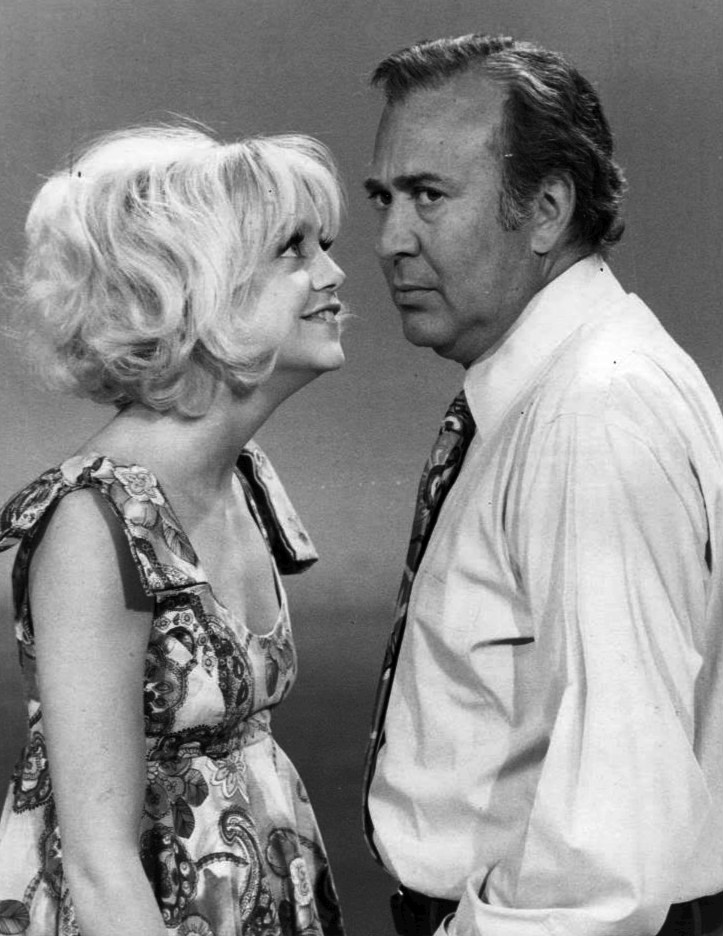
Comédia com Goldie Hawn e Carl Reiner, Rowan & Martin's Laugh-In (1970).
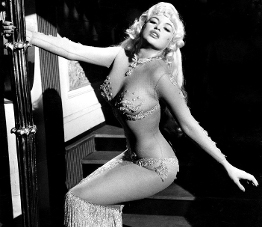
Jayne Mansfield em Playgirl After Dark (1960).
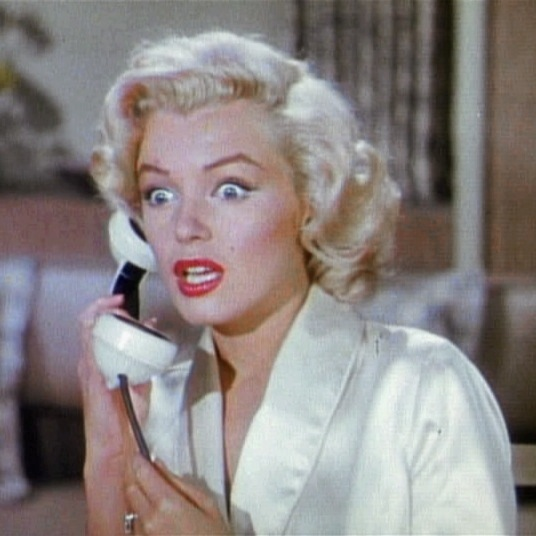
Marilyn Monroe em cena do filme Os Homens Preferem as Loiras (1953)".